# Acosmium panamense
Acosmium panamense llamada comúnmente bálsamo amarillo es una especie arbórea de la familia fabaceae nativa de México. 

## Descripción
Son árboles inermes, que alcanza un tamaño de 12–40 m de alto. Hojas imparipinnadas; folíolos 5–15, subopuestos, ovados a elípticos, de 2–9 cm de largo y 1–4 cm de ancho, ápice emarginado, base obtusa, haz glabra o casi glabra, lustrosa, envés más pálido, subcoriáceos, reticulados, peciólulos 3–5 mm de largo, estipelasdiminutas o ausentes; estípulas lineares, caducas. Inflorescencias paniculadas, ramificadas, axilares en las hojas terminales, puberulentas, el raquis principal 8–14 cm de largo, los secundarios 2–5 cm de largo, brácteas y bractéolas lineares, 1–3 mm de largo, caducas, pedicelos ca 3 mm de largo, flores numerosas y fragantes, ca 6 mm de largo; cáliz 5-dentado, turbinado-campanulado, 3–4 mm de largo, puberulento, los dientes ca 2 mm de largo, agudos, persistente; pétalos 5, subiguales, libres, espatulados, ca 4 mm de largo y 2–3 mm de ancho, largamente unguiculados, blancos o cremas; estambres 10, libres, filamentos iguales a los pétalos; ovario glabro, 2- o 3-ovulado, estipitado. El fruto es una sámara de color verde que mide 7.5 cm de largo y 1.75 cm de ancho. semillas 1–4, subovadas, 8 mm de largo y 6 mm de ancho, lustrosas, café-rojizas.

## Distribución y hábitat
Esta especie es nativa de México, se distribuye en la Península de Yucatán y en Guatemala, Belice, Honduras, Costa Rica, El Salvador, Nicaragua, Panamá, Colombia  y Venezuela.
No se conocen ejemplares de Nicaragua, pero una colección hecha en bosques siempreverdes en Managua, a 800–900 m, fue registrada por Mohlenbrock; desde el sur de México hasta el norte de Colombia y noroeste de Venezuela. Este género fue considerado como una sección de Sweetia hasta que Gennadi Yákovlev lo elevó a la categoría de género.
En México hay una distribución potencial en regiones de los estados de Veracruz, Tabasco, Campeche, Colima, Michoacán, Guerrero, Oaxaca y Chiapas.
Habita en selvas altas, medianas y bajas. Suele establecerse cerca de cuerpos de agua, ya sean ríos o lagos e incluso en zonas que sufren inundaciones temporales, en estos ambientes se asocia con Terminalia amazonia, Vochysia guatemalensis y Andira galeottiana.

## Importancia cultural y usos
La corteza se usa en medicina tradicional en el tratamiento de la malaria, el dolor de estómago, diarrea, enfermedades respiratorias, y también por sus propiedades hipoglucémicas.
En Oaxaca es importante el uso del guayacán para aliviar los padecimientos del aparato digestivo como dolor de estómago y de barriga y para la diarrea, mediante la administración oral del cocimiento de la corteza. Este mismo cocimiento es utilizado como antipalúdico y para la hemorragia.
En Michoacán es útil en problemas respiratorios como tos y bronquitis, contra los cuales se emplea el tallo de esta planta junto con manzanilla (Matricaria chamomilla), sauco (Sambucus mexicana), tabaco (Nicotiana tabacum) y romero (Salvia rosmarinus), para preparar un té del cual se toma una taza por la mañana y otra por la noche antes de acostarse.
En Veracruz se usa contra la tos y hemorragia vaginal, la cocción de la corteza, administrada por vía oral, así como en caso de sarna y mordedura de víbora.
Además se indica el uso de esta planta cuando hay dolor de cabeza, retortijones, espasmos, para el tratamiento de la malaria y como anticonceptivo.
Principios activos
En la planta completa de A. panamense se han detectado los alcaloides de quinolizidina acosmina y acosminina y en la corteza del tallo 4-alfa-hidroxi-esparteína.

## Estado de conservación
La principal amenaza a la que se encuentra sometida esta especie es la pérdida de hábitat, al talarse las selvas para transformar las tierras a campos de cultivo y pastizales para la cría de ganado. Se encuentra listada en la NOM-059-SEMARNAT-2010 en la categoría Amenazada (A). En la Unión Internacional para la Conservación de la Naturaleza (UICN) aparece bajo la categoría de No Evaluado (NE) (not evaluated). En México, al ser una especie amenazada, se halla regulada bajo el Código Penal Federal, la Ley General del Equilibrio Ecológico y Protección al Ambiente (LGEEPA 1988), y la Ley General de Vida Silvestre.

## Taxonomía
Acosmium panamense fue descrita por  (Benth.) Gennadi Yákovlev y publicado en Notes from the Royal Botanic Garden, Edinburgh 29(3): 353. 1969.
Sinonimia
- Dalbergia laevigata Standl.
- Dalbergia lavigata Standl.
- Sweetia panamensis Benth. basónimo[21]

## Nombres comunes
- En español: guayacán,[13] quina[11] o bálsamo amarillo;[14]
- En maya: K'an che' o K’an i che’;[7]
- En Zapoteco: guayuacan.[13]